# Катастрофа Fokker F28 под Чачапоясом
Катастрофа Fokker F28 под Чачапоясом — авиационная катастрофа, произошедшая в четверг 9 января 2003 года. Самолёт Fokker F28-1000 Fellowship авиакомпании TANS Perú выполнял рейс 222 по маршруту Лима-Чиклайо-Чачапояс, но при заходе на посадку в пункте назначения врезался в склон горы в 3,4 км от аэропорта Чачапояс. Все находившиеся на борту 46 человек (41 пассажир и 5 членов экипажа) погибли.

## Самолет
Fokker F28-Mk1000, бортовой номер OB-1396, заводской 11100, совершил первый полёт в 1975 году. Оснащён двумя двигателями Rolls-Royce Spey 555-15. До 1995 года этот самолёт использовался как самолёт президента Перу.

## Хронология событий
Рейс 222 вылетел из Лимы для запланированного полёта в Чачапояс с промежуточной посадкой в Чиклайо. Он покинул Чиклайо в 08:17 и поднялся на назначенную ему крейсерскую высоту FL190 (19000 футов), которая была достигнута приблизительно через  десять минут после взлёта. F-28 следовал по авиакоридору V-3, курс 075° до 08:32. Затем экипаж  повернул влево, курс 060°, сохраняя эшелон FL190 до 08:36, потом спустился на эшелон FL130. После достижения нужной высоты пять минут спустя экипаж задействовал аэродинамический тормоз, чтобы замедлиться с 280 до 210 узлов. Пятьдесят секунд спустя, с задействованным воздушным тормозом, экипаж лёг на курс 135°, совместив самолёт с взлётно-посадочной полосой Чачапояс 13. Поворот был совершен за 45 секунд с креном 30°. Вскоре после этого F-28 врезался в склон горы на высоте 3450 м, всего в 35 метрах ниже вершины. Спасатели нашли обломки лишь через 2 дня после аварии.

## Внешние ссылки
- Final report (Archive) (Spanish) - Comisión de Investigación de Accidentes de Aviación
- Описание происшествия на Aviation Safety Network